# نووگلادوفکا
نووگلادوفکا (به لاتین: Novogladovka) یک منطقهٔ مسکونی در روسیه است که در شهرستان کیزلیارسکی واقع شده‌است.